# プルゼニ - チェスケー・ブヂェヨヴィツェ線
プルゼニ - チェスケー・ブヂェヨヴィツェ線（プルゼニ チェスケー ブヂェヨヴィツェせん、チェコ語: Železniční trať Plzeň – České Budějovice）は、チェコ国鉄の鉄道線の名称である。路線番号は、ストラコニツェ以東が190、以西が191。2019年以前は全線が190号線であった他、2018,19年度に限りズヂツェ - プロチヴィーン線、ターボル - ラジツェ線の一部であるプロチヴィーン - ピーセク間も190号線の一部として扱われていた。
プルゼニ - ブヂェヨヴィツェ間は、1868年、皇帝フランツヨーゼフ鉄道の路線として開業した。ウィーンとプルゼニを結ぶ路線として開業したが、オーストリアとチェコを結ぶ幹線は010号線に集約されており、こちらはチェコ南部を東西に結ぶ路線として機能している。

## 運行形態

### 特急「リフリーク(R)」
下記2系統が運行されている。
- ロジンベルク号：　プルゼニ～チェスケー・ブヂェヨヴィツェ～ブルノ　　※チェコ鉄道による運行
2時間間隔で運行されている。チェスケー・ブヂェヨヴィツェ以東は、220号線～225号線に直通する。
過去の運行形態
2019年以前は平日もラジツェに停車していた。早朝のストラコニツェ発ブルノ行１便に限り、チェイェチツェ、プロチヴィーン停留所、ヂーヴチツェ、ズリフに停車していた。
2019年末に、早朝の停車駅の多い列車1便が、普通に格下げされた。
2020年末に、ラジツェは休日のみ停車に変更された。
2025年度より、ラジツェは平日・休日とも通過となった。

- ベズドレフ号：　プルゼニ - チェスケー・ブヂェヨヴィツェ　　※チェコ鉄道による運行
早朝・深夜のみの運行。ロジンベルク号の区間運転版。

- R26系統：　プラハ - ピーセク - プロチヴィーン - チェスケー・ブヂェヨヴィツェ　　※アリヴァ列車による運行
一日6往復（土曜日のみ5往復）が運行されている。プロチヴィーン以北は、200号線に直通する。この系統は、全便がズリフ、プロチヴィーン停留所に停車する。
過去の運行形態
2019年以前はチェコ鉄道による運行で、また一日4往復（週2日に限り5往復）の運行であった。また、「オタヴァ」号の愛称がつけられていた。プロチヴィーン停留所は通過していた。
2019年末にアリヴァ列車に移管され、一日5往復（月曜5.5往復、金曜6.5往復）の運行となった。
2020年末に一日6往復（土曜日のみ5往復）に増発された。停車駅にプロチヴィーン停留所が追加された。

- 過去の運行系統
ピーセク町 - ピーセク - プロチヴィーン - チェスケー・ブヂェヨヴィツェ
平日のみ、一日2.5往復が運行していた。この系統は、プロチヴィーン停留所とズリフに停車していた。プロチヴィーン以北は200号線に直通していた。2019年末に運行休止。

### 快速「スピェシニー(Sp)」
下記2系統が運行されている。
- チェスケー・ブヂェヨヴィツェ - プロチヴィーン - ピーセク
平日は2時間間隔で、休日は一日3往復のみ運行する。途中、ミレノヴィツェ、ザーブラチーチコ、ズブドフを通過する。プロチヴィーン以北は200号線に直通する。
過去の運行形態
2019年以前は普通列車として運行していた（停車駅は現在と同じ）。平日にブヂェヨヴィツェ行のみ片道1本、休日に一日1往復の運行であった。
2019年末に、平日2時間間隔、休日1.5往復に増発された。プロチヴィーンは全列車停車。
2020年末に、停車駅そのままで快速に格上げされた。また、ピーセク行の1本がプロチヴィーン通過となった。
2023年度より、再び全列車プロチヴィーン停車となった。
2025年度より、休日の本数が一日3往復に増発となった。

- ストラコニツェ → チェスケー・ブヂェヨヴィツェ → ブルノ　【平日運行】
朝に片道1本のみの運行。ヂーヴチツェとフルボカーを通過する。ブヂェヨヴィツェ以東は、特急として220号線～225号線に直通する。
過去の運行形態
2019年以前は特急として運行していた。現在の通過駅に加え、ヘルジマニ、スカーリ、ブヂェヨヴィツェ北停留所も通過していた一方、ヂーヴチツェには停車していた（特急の標準停車駅より、停車駅が4つ多い）。
2019年末に、普通列車に格下げされた。モドレショヴィツェ、スドムニェルジ、ヘルジマニ、スカーリ、ブヂェヨヴィツェ北停留所が停車駅に追加された。
2020年末に、快速に格上げされた。モドレショヴィツェ、スドムニェルジ、ヂーヴチツェが通過となった。

- ターボル - ラジツェ - ストラコニツェ　【平日運行】
平日のみ、2時間に1本の運行。ラジツェ以東は201号線に直通する。
2019年末に運行を開始した。

- プルゼニ - ストラコニツェ　【平日運行】　※チェコ鉄道による運行
平日のみの運行。一日1往復のみ運行されている。ヴェルキー・ボルは、ストラコニツェ発プルゼニ行の片道1本のみ停車する。
過去の運行形態
2017年以前はホラジヂョヴィツェ止まりで、ヴェルキー・ボル、イェテノヴィツェにも停車し、スロヴァニを通過していた。
2017年末にストラコニツェまで延伸された。ヴェルキー・ボル、イェテノヴィツェ通過となった。
2018年末より一日1往復の運行となった。
2022年4月に、スロヴァニ駅への停車を開始した。
2024年度より、南行の列車がイェテノヴィツェへの停車を開始した。

- ホラジヂョヴィツェ→プルゼニ　【平日運行】　※アリヴァ列車による運行
平日のみ、一日片道1本運行する。イェテノヴィツェを通過する。
過去の運行形態
2019年末より運行を開始した。当初はチェコ鉄道による運行であった。
2022年4月に、スロヴァニ駅への停車を開始した。
2024年度より、アリヴァ列車に移管となった。

- 過去の運行系統
  - ストラコニツェ → ブヂェヨヴィツェ
平日のみ、片道1本のみ運行していた。ミレノヴィツェ、ザーブラチーチコ、ズブドフ、フルボカーを除く各駅に停車していた。
2019年末に普通列車に格下げとなり、各駅停車になった。
  - ホルニー・ツェレケフ → ラジツェ → プロチヴィーン
休日のみの運行。片道1本のみ運行していた。ラジツェ以北は201号線から直通していた。ヘルジマニ村とスカーリを通過していた。
2019年末に運行休止となった。

### 普通
区間毎に系統が分かれる。
- プルゼニ南郊外駅 - ホラジヂョヴィツェ間　　※アリヴァ鉄道による運行
プルゼニ南郊外～ネポムク間に平日1-2時間間隔・休日2時間間隔、ネポムク～ホラジヂョヴィツェ間に2～3時間間隔で運行されている。この他、プルゼニ～ブロヴィツェ間には、170号線のコゾルピからの直通便も一部運行している。イェテノヴィツェとベルキー・ボルは、半数程度が通過する。
2018年以前は、プルゼニ本駅までの運行であった。2020年以前は、ほぼ全列車がイェテノヴィツェとベルキー・ボルに停車していた他、コヴチーン通過の列車もあり、また170号線からの直通便が2時間間隔で運行していた。2023年度以前は、チェコ鉄道による運行であった。

- クラトヴィ方面 - ホラジヂョヴィツェ - ストラコニツェ　【平日運行】　※GW Train Regioによる運行
平日のみ、一日2往復が運行されている。185号線と直通する。
過去の運行形態
2019年以前は、ストラコニツェ発クラトヴィ行の片道1本のみの運行であった。また、チェコ鉄道が運行していた。
2019年末に、一日2往復に増発された。
2024年度より、GW Train Regioに移管となった。

- ホラジヂョヴィツェ - ストラコニツェ　【平日運行】
平日のみ、一日1往復が運行されている。
過去の運行形態
2017年以前は一日1.5往復の運行で、うち1本がストラコニツェ発プルゼニ行であった。
2018年度は一日3往復の運行で、ストラコニツェ発プルゼニ行の列車も2本運行していた。
2019年度に一日2.5往復に減便となった。また1往復はプロチヴィーンまで直通していた。
2019年末に、185号線直通列車の増加に伴い、ストラコニツェ止まりの一日1往復のみの運行となった。

- ターボル - ラジツェ - ストラコニツェ　【土曜・休日運行】
休日のみ、2時間に1本の運行。ラジツェ以東は201号線に直通する。
2025年度より運行を開始した。

- ストラコニツェ～チェスケー・ブヂェヨヴィツェ間
2時間間隔で運行されている。ズブドフとモドレショヴィツェは、大部分の列車が通過する。
過去の運行形態
2017年以前は、休日の運行本数が一日4往復のみであった。また、フルボカー通過列車もあった他、ズブドフとモドレショヴィツェにも大部分が停車していた。
2018年度より、休日も2時間に1本運行する様になった。
2023年度より、フルボカーは全列車停車となった。
2024年度より、ほとんどの列車がモドレショヴィツェ通過となった。
2025年度より、ほとんどの列車がズブドフ通過となった。

- ストラコニツェ → チェスケー・ブヂェヨヴィツェ → ブルノ　【土曜・休日運行】　　※チェコ鉄道による運行
片道1本のみの運行。各駅停車。チェスケー・ブヂェヨヴィツェ以東は、特急として220号線～225号線に直通する。
2019年以前は特急として運行していた。標準の特急停車駅とチェイェチツェ、ラジツェ、プロチヴィーン停留所、ヂーヴチツェ、ズリフのみに停車していた。2022年度以前はモドレショヴィツェにも、2024年度以前はズブドフにも停車していた。

### 臨時列車
- チェスケー・ブヂェヨヴィツェ - チーチェニツェ - ティーン　【夏季の土曜日、隔週運行】　※KPTレール社による運行
ネトリツェ発着列車が運行しない週の土曜日に、一日2往復が運行する。ヂーヴチツェ以南は193号線に直通する。途中、ズブドフとザーブラチーチコを通過する。2019-21年運行。
過去の運行形態
2019年は、年6日の運行で、ザーブラチーチコに停車していた他、フルボカー以西の運行であった[2]。
2020年は、年6日の運行で、現在と同様の運行形態であった。

- ネトリツェ - ヂーヴチツェ - チーチェニツェ - ティーン　【夏季の土曜日、隔週運行】　※KPTレール社による運行
ブヂェヨヴィツェ発着列車が運行しない週の土曜日に、一日2往復が運行する。ヂーヴチツェ以南、チーチェニツェ以北は193号線に直通する。途中、ザーブラチーチコを通過する。2019-21年運行。
過去の運行形態
2019年は、年6日の運行で、ザーブラチーチコに停車していた[2]。
2020年は、年6日の運行で、現在と同様の運行形態であった。

- ティーン - チーチェニツェ - プロチヴィーン - ピーセク町　【夏季の年5日運行】　※KPTレール社による運行
年5日（主に土曜日）、一日2往復が運行する。チーチェニツェ以東は193号線に、プロチヴィーン以西は200号線に直通する。途中、ザーブラチーチコとミレノヴィツェを通過する。2020年に限り運行。

- クルムロフ → ブヂェヨヴィツェ → チーチェニツェ → ティーン　【1月1日のみ運行】　※KPTレール社による運行
年に片道1本のみが運行する。ブヂェヨヴィツェ以西は194号線に、チーチェニツェ以東は193号線に直通する。190号線内はズリフのみに停車する。

- ティーン - プロチヴィーン　【1月1日のみ運行】　※KPTレール社による運行
一日1往復が運行する。チーチェニツェ以東は193号線に直通する。プロチヴィーン - テメリーン間ノンストップで、チーチェニツェを通過する。2021年運行。

- ティーン - チーチェニツェ - プロチヴィーン　【夏季の日曜日、隔週運行】　※KPTレール社による運行
一日1往復が運行する。チーチェニツェ以東は193号線に直通する。途中、ミレノヴィツェを通過する。2019-21年運行。
2019年は、3週間に1回土曜日のみ、一日2往復運行していた[2]。

- 「国民鉄道の日」レイルジェット（超特急）
秋の年1日のみ、ブヂェヨヴィツェ - プルゼニ - プラハ間に、一日1往復の運行。停車駅は特急とほぼ同じだが、ズリフに停車する一方、ラジツェとネポムクを通過する。2018年運行。

- 「国民鉄道の日」快速
秋の年1日のみ、ブヂェヨヴィツェ - ズリフ間に、一日1往復の運行。途中フルボカーのみに停車する。2018年運行。

- 「国民鉄道の日」旧型列車
秋の年1日のみ運行。ブヂェヨヴィツェ - ズリフ間に、一日4往復の運行だが、ストラコニツェ発着、チーチェニツェ発着がうち1往復ずつある。特急と同じ停車駅だが、ヂーヴィチツェ、ズリフ、フルボカーにも停車する。2018年運行。

- 「ＳＬで南チェコの金曜日」蒸気機関車
夏の年1日のみ、下記系統がそれぞれ運行する。2018年運行。
プロチヴィーン → チーチェニツェ → クルジチェノフ　　　※チーチェニツェ以東は支線に直通。各駅に停車。
チーチェニツェ → ヂーヴチツェ → ネトリツェ　　　※ヂーヴチツェ以東は支線に直通。各駅に停車。
ネトリツェ → ヂーヴチツェ → ブヂェヨヴィツェ　　　※ヂーヴチツェ以西は支線から直通。チェスケー・ブヂェヨヴィツェ北停留所のみ通過する。

## 駅一覧
以下では、チェコ国鉄190号線の駅と営業キロ、停車列車、接続路線などを一覧表で示す。

### ブヂェヨヴィツェ - プルゼニ間
- 種別
  - R：特急
  - Sp：快速
  - Os：普通
- 停車駅
  - ■印：全列車停車
  - ●印：一部通過
  - ○印：一部停車
  - ｜印：全列車通過

| 路線名 | 駅名                                 | 駅間営業キロ | 累計営業キロ       | 累計営業キロ             | R  | Sp | Os | 接続路線                                                                               | 所在地       | 所在地                         |
| ------ | ------------------------------------ | ------------ | ------------------ | ------------------------ | -- | -- | -- | -------------------------------------------------------------------------------------- | ------------ | ------------------------------ |
| 220    | チェスケー・ブヂェヨヴィツェ駅       | -            | ウィーンから 213.3 | ブヂェヨヴィツェから 0.0 | ■  | ■  | ■  | 194号線（ノヴェー・ウードリー方面）、196号線（リンツ方面） 199号線（ヴェレニツェ方面） | 南ボヘミア州 | チェスケー・ブヂェヨヴィツェ郡 |
| 190    | チェスケー・ブヂェヨヴィツェ北停留所 | 2.5          | 215.8              | 2.5                      | ｜ | ■  | ■  | 220号線（プラハ方面）                                                                  | 南ボヘミア州 | チェスケー・ブヂェヨヴィツェ郡 |
| 190    | フルボカー・ナド・ヴルタヴォウ駅     | 6.1          | 221.9              | 8.6                      | ｜ | ●  | ■  |                                                                                        | 南ボヘミア州 | チェスケー・ブヂェヨヴィツェ郡 |
| 190    | ズリフ駅                             | 6.2          | 228.1              | 14.8                     | ○  | ■  | ■  |                                                                                        | 南ボヘミア州 | チェスケー・ブヂェヨヴィツェ郡 |
| 190    | ズブドフ駅                           | 3.8          | 231.9              | 18.6                     | ｜ | ｜ | ○  |                                                                                        | 南ボヘミア州 | チェスケー・ブヂェヨヴィツェ郡 |
| 190    | ヂーヴチツェ駅                       | 2.7          | 234.6              | 21.3                     | ｜ | ●  | ■  |                                                                                        | 南ボヘミア州 | チェスケー・ブヂェヨヴィツェ郡 |
| 190    | ザーブラチーチコ駅                   | 3.6          | 238.2              | 24.9                     | ｜ | ｜ | ■  |                                                                                        | 南ボヘミア州 | チェスケー・ブヂェヨヴィツェ郡 |
| 190    | チーチェニツェ駅                     | 4.4          | 242.6              | 29.3                     | ■  | ■  | ■  | 197号線（プラハチツェ方面）                                                            | 南ボヘミア州 | ストラコニツェ郡               |
| 190    | ミレノヴィツェ駅                     | 2.5          | 245.1              | 31.8                     | ｜ | ｜ | ■  |                                                                                        | 南ボヘミア州 | ピーセク郡                     |
| 190    | プロチヴィーン停留所                 | 2.7          | 247.8              | 34.5                     | ○  | ■  | ■  |                                                                                        | 南ボヘミア州 | ピーセク郡                     |
| 190    | プロチヴィーン駅                     | 2.1          | 249.9              | 36.6                     | ■  | ■  | ■  | 200号線（ブルジェズニツェ方面）                                                        | 南ボヘミア州 | ピーセク郡                     |
| 190    | スカーリ駅                           | 3.6          | 253.5              | 40.2                     | ｜ | ■  | ■  |                                                                                        | 南ボヘミア州 | ピーセク郡                     |
| 190    | ヘルジマニ村駅                       | 2.6          | 256.1              | 42.8                     | ｜ | ■  | ■  |                                                                                        | 南ボヘミア州 | ピーセク郡                     |
| 190    | ラジツェ駅                           | 2.2          | 258.3              | 45.0                     | ｜ | ■  | ■  | 201号線（ターボル方面）                                                                | 南ボヘミア州 | ピーセク郡                     |
| 190    | スドムニェルジ・ウ・ピースク駅       | 3.8          | 262.1              | 48.8                     | ｜ | ｜ | ●  |                                                                                        | 南ボヘミア州 | ストラコニツェ郡               |
| 190    | チェイェチツェ駅                     | 3.1          | 265.2              | 51.9                     | ｜ | ■  | ■  |                                                                                        | 南ボヘミア州 | ストラコニツェ郡               |
| 190    | モドレショヴィツェ駅                 | 2.9          | 268.1              | 54.8                     | ｜ | ｜ | ○  |                                                                                        | 南ボヘミア州 | ストラコニツェ郡               |
| 190    | ストラコニツェ駅                     | 4.4          | 272.5              | 59.2                     | ■  | ■  | ■  | 198号線（ヴォラリ方面）、203号線（ブルジェズニツェ方面）                               | 南ボヘミア州 | ストラコニツェ郡               |
| 191    | プラツェヨヴィツェ駅                 | 5.1          | 277.6              | 64.3                     | ｜ | ■  | ■  |                                                                                        | 南ボヘミア州 | ストラコニツェ郡               |
| 191    | カトヴィツェ駅                       | 2.3          | 279.9              | 66.6                     | ｜ | ■  | ■  |                                                                                        | 南ボヘミア州 | ストラコニツェ郡               |
| 191    | ドルニー・ポルジーチー駅             | 2.9          | 282.8              | 69.5                     | ｜ | ■  | ■  |                                                                                        | 南ボヘミア州 | ストラコニツェ郡               |
| 191    | ストルジェルスケー・ホシチツェ駅     | 2.6          | 285.4              | 72.1                     | ｜ | ■  | ■  |                                                                                        | 南ボヘミア州 | ストラコニツェ郡               |
| 191    | ホラジヂョヴィツェ郊外駅             | 4.2          | 289.6              | 76.3                     | ■  | ■  | ■  | 185号線                                                                                | プルゼニ州   | クラトヴィ郡                   |
| 191    | ヴェルキー・ボル駅                   | 3.6          | 293.2              | 79.9                     | ｜ | ○  | ●  |                                                                                        | プルゼニ州   | クラトヴィ郡                   |
| 191    | イェテノヴィツェ駅                   | 3.8          | 297.0              | 83.7                     | ｜ | ●  | ●  |                                                                                        | プルゼニ州   | クラトヴィ郡                   |
| 191    | パチェヨフ駅                         | 4.4          | 301.4              | 88.1                     | ｜ | ■  | ■  |                                                                                        | プルゼニ州   | クラトヴィ郡                   |
| 191    | コヴチーン駅                         | 2.7          | 304.1              | 90.8                     | ｜ | ■  | ■  |                                                                                        | プルゼニ州   | クラトヴィ郡                   |
| 191    | ネクヴァソヴィ駅                     | 2.8          | 306.9              | 93.6                     | ｜ | ■  | ■  |                                                                                        | プルゼニ州   | プルゼニ南郡                   |
| 191    | ミレチ駅                             | 2.9          | 309.8              | 96.5                     | ｜ | ■  | ■  |                                                                                        | プルゼニ州   | プルゼニ南郡                   |
| 191    | ネポムク駅                           | 4.1          | 313.9              | 100.6                    | ■  | ■  | ■  | 192号線（ブラトナー方面）                                                              | プルゼニ州   | プルゼニ南郡                   |
| 191    | スルビ駅                             | 3.4          | 317.3              | 104.0                    | ｜ | ｜ | ■  |                                                                                        | プルゼニ州   | プルゼニ南郡                   |
| 191    | ジヂーレツ・ウ・プルズニェ駅         | 3.3          | 320.6              | 107.3                    | ｜ | ｜ | ■  |                                                                                        | プルゼニ州   | プルゼニ南郡                   |
| 191    | ブロヴィツェ駅                       | 4.7          | 325.3              | 112.0                    | ｜ | ■  | ■  |                                                                                        | プルゼニ州   | プルゼニ南郡                   |
| 191    | ズデミスリツェ駅                     | 3.2          | 328.5              | 115.2                    | ｜ | ｜ | ■  |                                                                                        | プルゼニ州   | プルゼニ南郡                   |
| 191    | ネズヴェスチツェ駅                   | 4.1          | 332.6              | 119.3                    | ｜ | ■  | ■  | 175号線                                                                                | プルゼニ州   | プルゼニ市                     |
| 191    | シチャーフラヴィ駅                   | 3.5          | 336.1              | 122.8                    | ｜ | ｜ | ■  |                                                                                        | プルゼニ州   | プルゼニ市                     |
| 191    | スタリー・プルゼネツ駅               | 3.2          | 339.3              | 126.0                    | ｜ | ｜ | ■  |                                                                                        | プルゼニ州   | プルゼニ市                     |
| 191    | プルゼニ・スロヴァニ駅 (*1)          | 7.7          | 347.0              | 133.7                    | ｜ | ■  | ■  |                                                                                        | プルゼニ州   | プルゼニ市                     |
| 191    | プルゼニ本駅                         | 2.1          | 349.1              | 135.8                    | ■  | ■  | ■  | 160号線（モスト方面） 170号線（クラトヴィ方面、プラハ方面）                            | プルゼニ州   | プルゼニ市                     |
| 170    | プルゼニ南郊外駅                     | 1.5          | 350.6              | 137.3                    |    |    | ■  | 177号線（ヘブ方面）、180号線（ミュンヘン方面）                                         | プルゼニ州   | プルゼニ市                     |

(*1): かつての駅名はコテロフ駅で、1.5km南方に位置していた。2022年4月15日に、実質移転する形でスロヴァニ駅が開業。